# Одубон (Айова)
Одубон (англ. Audubon) — город в штате Айова, США. Окружной центр округа Одубон. В 2010 году в городе проживали 2176 человек.
По данным Бюро переписи населения США, Одубон имеет площадь 4,87 квадратных километров.

## История
Город получил своё название в честь американского орнитолога и художника Джона Одюбона. Был основан железнодорожной компанией Chicago, Rock Island and Pacific Railroad 23 сентября 1878 года. Строительство железной дороги было завершено 6 декабря 1878 года. К 16 декабря 1878 года в городе уже имелось более 50 домов, банк, шесть магазинов, две гостиницы, ресторан и школа. В 1879 году окружной центр был перенесён в Одубон из близлежащей Экзиры. После 1900 года рост города замедлился.

## Население
| Год переписи | Нас. |  | %±     |
| ------------ | ---- |  | ------ |
| 1880         | 792  |  | —      |
| 1890         | 1310 |  | 65,4%  |
| 1900         | 1866 |  | 42,4%  |
| 1910         | 1923 |  | 3,1%   |
| 1920         | 2108 |  | 9,6%   |
| 1930         | 2255 |  | 7%     |
| 1940         | 2409 |  | 6,8%   |
| 1950         | 2808 |  | 16,6%  |
| 1960         | 2928 |  | 4,3%   |
| 1970         | 2907 |  | −0,7%  |
| 1980         | 2841 |  | −2,3%  |
| 1990         | 2524 |  | −11,2% |
| 2000         | 2382 |  | −5,6%  |
| 2010         | 2176 |  | −8,6%  |
| 2018         | 1912 |  | −12,1% |

По данным переписи 2010 года, население Одубона составляло 2176 человек (из них 46,5 % мужчин и 53,5 % женщин), в городе было 961 домашних хозяйств и 586 семья. Расовый состав: белые — 98,9 %, коренные американцы — 0,3 % афроамериканцы — 0,2 %, азиаты — 0,2 % и представители двух и более рас — 0,3 %. 0,7 % населения города — латиноамериканцы (0,4 % мексиканцев).
Население города по возрастному диапазону по данным переписи 2010 года распределилось следующим образом: 21,9 % — жители младше 18 лет, 2,5 % — между 18 и 21 годами, 47,1 % — от 21 до 65 лет и 28,5 % — в возрасте 65 лет и старше. Средний возраст населения — 47,5 года. На каждые 100 женщин в Одубоне приходилось 86,8 мужчин, при этом на 100 совершеннолетних женщин приходилось уже 84,3 мужчин сопоставимого возраста.
Из 961 домашнего хозяйства 61,0 % представляли собой семьи: 48,4 % совместно проживающих супружеских пар (16,6 % с детьми младше 18 лет); 8,5 % — женщины, проживающие без мужей и 4,1 % — мужчины, проживающие без жён. 39,0 % не имели семьи. В среднем домашнее хозяйство ведут 2,18 человека, а средний размер семьи — 2,82 человека. В одиночестве проживали 36,6 % населения, 22,0 % составляли одинокие пожилые люди (старше 65 лет).

## Экономика
В 2017 году из 1675 человек старше 16 лет имели работу 959. При этом мужчины имели медианный доход в 44 333 долларов США в год против 30 685 долларов среднегодового дохода у женщин. В 2016 году медианный доход на семью оценивался в 56 250 $, на домашнее хозяйство — в 39 205 $. Доход на душу населения — 25 965 $ в год. 12,8 % от всего числа семей в Одубоне и 15,3 % от всей численности населения находилось на момент переписи за чертой бедности.

## Культура
В последнюю субботу апреля проводится ежегодный фестиваль Джона Джеймса Одюбона в честь художника, имя которого носит город.
В Одубоне находится памятник быку под названием «Бык Альберт». Его высота около 9 метров при весе 45 тонн. Памятник виден с шоссе 71 даже в ночное время благодаря подсветке.